# مجمع الدراسات العليا
كلية الدراسات العليا جامعة، مركز جامعة مدينة نيويورك (مركز الدراسات العليا) عامة مؤسسة البحث والدراسات العليا في جامعة مدينة نيويورك. و من أهم الدكتوراه، منح مؤسسة جامعة مدينة نيويورك (CUNY) النظام. تقع المدرسة في وضع المكون من تسعة طوابق المبنى التاريخي 63/293 في الجادة الخامسة في زاوية شارع 34 في وسط حي مانهاتن، في كل ركن من مبنى إمباير ستيت. مركز الدراسات العليا قد 4600 الطلاب برنامجينرئيسيين، 14 برامج الماجستير، و 30 مراكز البحوث والمعاهد. نواة كلية حوالي 140 هو مكمل(supplemented) بأكثر من 1800 الإضافيتين مستقدمون من أعضاء هيئة التدريس في جميع أنحاء مدينة أقدمين في أحد عشر كليات، مدينة نيويورك في المؤسسات الثقافية والعلمية.
مركز الدراسات العليا وهي مصنفة بين الجامعات - نشاط بحثي مرتفع للغاية مركز الدراسات العليا في كلية تشمل الحاصلين على جائزة نوبل، جائزة بوليتزر، والمؤسسة الوطنية للعلوم الإنسانية ميدالية، قلادة العلوم الوطنية الأمريكية، المؤسسة الوطنية للعلوم الإنسانية، روكفالر للزمالات، Schock الجائزة التي، بانكروفت جائزة، جائزة وولف، غرامي arbitrales، جورج جان ناثان جائزة جذريافي الانتقاد، guggenhein للزمالات، عمدة نيويورك على جائزة التميز في مجال العلم والتكنولوجيا، الانتخابات الرئاسية مطلع الوظيفيان الجوائز للعلماء والمهندسين، عضو في الأكاديمية الأمريكية للفنون والعلوم والأكاديمية الوطنية للعلوم.

## التاريخ
CUNY في تقديم تعليم الدكتوراه من خلال قسم الدراسات العليا في عام 1961  ومنح أول دكتوراه إلى دانيال روبنسون وباربارا ستيرن في عام 1965. حصل روبنسون، أستاذ الفلسفة حاليًا في جامعة أكسفورد، على درجة الدكتوراه .د. في علم النفس،. بينما حصلت ستيرن، أواخر جامعة روتجرز، على درجة الدكتوراه. في الأدب الإنجليزي.
في عام 1969 ، أصبح قسم الدراسات العليا رسميًا كلية الدراسات العليا ومركز الجامعة. .عملت عالمة الرياضيات مينا س. ريس كأول رئيس للمؤسسة من عام 1969 حتى تقاعدها في عام 1972. خلف ريس منصب رئيس مركز الدراسات العليا من قبل عالم النفس البيئي هارولد م. بروشانسكي، الذي عمل حتى وفاته في عام 1990. تم تعيين عالم النفس فرانسيس ديجين هورويتز رئيسًا في سبتمبر 1991. في عام 2005 ، خلف هورويتز وكيل الجامعة، أستاذ الأدب الإنجليزي ويليام بي كيلي.
خلال فترة ولاية Kelly في مركز الدراسات العليا، شهدت الجامعة نموًا كبيرًا في الإيرادات وفرص التمويل للطلاب وزيادة الكلية المتميزة وعودة عامة. وذلك وفقًا لثلاثة أهداف رئيسية وردت في الخطة الاستراتيجية لمركز الدراسات العليا. يشمل الأول تعزيز دعم الطلاب. في عام 2013 ، تم منح 83 زمالة سنة أطروحة بتكلفة إجمالية قدرها 1.65 مليون دولار. يعمل مركز الدراسات العليا أيضًا على تطوير برامج جديدة لتعزيز البحث قبل مرحلة الأطروحة، بما في ذلك العمل الأرشفي. وقد مكّن الاستقرار المالي للجامعة المستشارية من زيادة قيمة هذه الزمالات على أساس تدريجي. تم تمديد الحزم من أجل زيادة الرواتب لعام 2013-14 وتقليل متطلبات التدريس. في عام 2001 ، قدم مركز الدراسات العليا 14 مليون دولار لدعم الطلاب، وفي خريف 2013 ، قدم 51 مليونًا لدعم الطلاب.
في 23 أبريل 2013 ، أعلن مجلس أمناء CUNY أن الرئيس كيلي سيعمل مستشارًا مؤقتًا لجامعة سيتي في نيويورك اعتبارًا من 1 يوليو بتقاعد المستشار ماثيو جولدشتاين. تم تعيين جي سي بروفوست تشيس إف روبنسون، مؤرخ، للعمل كرئيس مؤقت لمركز الدراسات العليا في عام 2013  ، ثم خدم كرئيس من يوليو 2014 إلى ديسمبر 2018. أصبح جوي كونولي وكيلًا لمركز الدراسات العليا في أغسطس 2016 والرئيس المؤقت في ديسمبر 2018. تم تعيين جوليا ريجلي وكيلًا مؤقتًا في ديسمبر 2018.
في 30 مارس 2020 ، تم الإعلان عن روبن ل. جاريل، نائب وكيل الجامعة الحالي للتعليم العالي وعميد قسم الدراسات العليا في جامعة كاليفورنيا، لوس أنجلوس، كرئيس جديد لمركز الدراسات العليا. ستتولى منصبها في 1 أغسطس 2020.

## مشاهير
قام مركز الدراسات العليا بتخريج 15000 خريج في جميع أنحاء العالم، بما في ذلك العديد من الأكاديميين والسياسيين والفنانين ورجال الأعمال. اعتبارًا من عام 2016 ، أحصى مركز الدراسات العليا خمسة من زملاء مؤسسة ماك آرثر من خريجيها. بما في ذلك الكاتب ماجي نيلسون كأحدث متلقي. من بين الخريجين الذين تخرجوا بين عامي 2003 و 2018 ، يعمل أكثر من ثلثيهم في المؤسسات التعليمية وأكثر من نصفهم ظلوا داخل مدينة نيويورك أو منطقة المترو الخاصة بها. من بين خريجي مركز الدراسات العليا علماء بارزون عبر العديد من التخصصات، بما في ذلك مؤرخ الفن وناشط ACT-UP دوغلاس كريمب، وعالم السياسة دوغلاس هيل، وعالم الأنثروبولوجيا فاي جينسبورغ، وعالم الاجتماع مايكل بي جاكوبسون، والمؤرخ موريس بيرغر، والفيلسوف نانسي فريزر. تم الاعتراف بجامعة سيتي في نيويورك لعددها الاستثنائي من أعضاء هيئة التدريس والطلاب الذين حصلوا على جوائز معترف بها وطنياً في الشعر. ومن بين هذه المجموعة الطالبة جريجوري باردلو، الحائزة على جائزة بوليتزر للشعر لعام 2015 يشتهر مركز الدراسات العليا بجذب العلماء الراسخين لأعضاء هيئة التدريس فيه. في عام 2001 ، بدأ مركز الدراسات العليا حملة توظيف مدتها خمس سنوات لتوظيف المزيد من الأكاديميين والمثقفين العامين من أجل تعزيز قائمة أعضاء هيئة التدريس بالمؤسسة. ومن بين الأشخاص الذين تم تجنيدهم أثناء القيادة أندريه أسيمان، وجان أنيون، وميشيل ديونير، وفيكتور كوليفاجين، وروبرت ريد فار، وشاول كريبك. يستخدم مركز الدراسات العليا نموذج اتحاد فريدًا، يستضيف 140 من أعضاء هيئة التدريس مع تعيينات فردية في مركز الدراسات العليا، ومعظمهم من كبار العلماء في تخصصاتهم، وكذلك يعتمد على 1800 من أعضاء هيئة التدريس من جميع مدارس CUNY الأخرى لتدريس الفصول وتقديم المشورة لطلاب الدراسات العليا. أعضاء هيئة التدريس البارزين ما يلي: الكاتب:أندريه أسيمان .الشاعر : أميال الكالاي .عالم الاجتماع :ستانلي ارونوفيتش. عالم سياسي: فرانسيس فوكس بيفن .عالم الأنثروبولوجيا: طلال أسد. عالم الفيزياء الحيوية : وليام بياليك.مؤرخة الفن :كلير بيشوب.عالم الموسيقى باري بروك المؤرخة الأدبية ماري آن كاوس الملحن جون كوريجليانو أستاذة اللغة الإنجليزية كاثي ديفيدسون الأستاذ الأسباني بول جوليان سميث الجغرافي روث ويلسون جيلمور خبير اقتصادي مايكل غروسمان (اقتصادي) الجغرافي :ديفيد هارفي .المؤرخ :إرفاند أبراهاميان .المؤرخ : داجمار هيرتسوغ المؤرخ جيمس أوكس المؤرخ ديفيد ناسو مؤرخ الفن: ديفيد جوسليت .الفيزيائي :ميتشيو كاكو الشاعر واين Koestenbaum عالم الرياضيات :فيكتور كوليفاجين. الاقتصادي: بول كروجمان .الناقد الأدبي إريك لوت الاقتصادي برانكو ميلانوفيتش عالم النفس الاجتماعي ستانلي ميلجرام نانسي ك. ميلر الناقد الأدبي روبرت ريد فار مؤرخ أدبي وسير ديفيد ديفيد رينولدز عالم الرياضيات دنيس سوليفان عالم الكمبيوتر روبرت هاراليك

## الحرم الجامعي
يقع الحرم الجامعي الرئيسي لمركز الدراسات العليا على زاوية الشارع 34 والجادة الخامسة، بجوار مبنى إمباير ستيت، في حي وسط مدينة مانهاتن بمدينة نيويورك. يقع في مبنى B. Altman and Company ، المتجر الرئيسي السابق لـ B. Altman and Company ، ويشارك مركز الدراسات العليا مبنى الجادة الخامسة مع كل من مكتبة العلوم والصناعة والأعمال التجارية في مكتبة نيويورك العامة ومطبعة جامعة أكسفورد . احتل مركز الدراسات العليا موقعه الحالي منذ عام 2000 ، وقبله كان موجودًا في قاعة إيولايان في شارع ويست 42 ستريت مقابل الفرع الرئيسي لمكتبة نيويورك العامة. تعديل مكتبة مينا ريس تدعم مكتبة Mina Rees ، التي سميت باسم رئيس مركز الدراسات العليا السابق Mina Rees ، أنشطة البحث والتدريس والتعلم في مركز الدراسات العليا من خلال ربط مجتمعه بالمواد المطبوعة والموارد الإلكترونية والمساعدة البحثية والتعليمات والخبرة بشأن تعقيدات العلماء الاتصالات. تقع المكتبة في ثلاثة طوابق من مركز الدراسات العليا، وهي مركز للاكتشاف والتسليم والرقمنة، بالإضافة إلى مكان للدراسة الانفرادية. تقدم المكتبة العديد من الخدمات، بما في ذلك الاستشارات البحثية وخدمة الدردشة عبر الإنترنت على مدار الساعة طوال أيام الأسبوع مع أمناء المكتبات المرجعية وورش العمل والندوات عبر الإنترنت حول استخدام أدوات البحث.
عمل المكتبة أيضًا كبوابة لمجموعات مكتبات CUNY الأخرى، ومكتبة نيويورك العامة (NYPL) ، والمكتبات في جميع أنحاء العالم. وتشارك في نظام تسليم الكتب على مستوى CUNY وتقدم خدمة إقراض بين المكتبات لجلب المواد من خارج CUNY إلى علماء مركز الدراسات العليا. الفرع الرئيسي ل NYPL على بعد بضعة مبانٍ من الجادة الخامسة، ومكتبة العلوم والصناعة والأعمال في NYPL على مقربة. طلاب وأعضاء هيئة التدريس في مركز الدراسات العليا هم المكونات الأكاديمية الأساسية لـ NYPL ، مع امتيازات الاقتراض من مجموعات البحوث NYPL. إن مشاركة NYPL في مبادرة مكتبة مانهاتن للأبحاث (MaRLI) تمد امتيازات الاقتراض لطلاب مركز الدراسات العليا CUNY إلى مكتبات جامعة نيويورك وجامعة كولومبيا أيضًا. مكتبة مينا ريس هي مشارك رئيسي في المبادرات الرقمية لمركز الدراسات العليا. وهو يدعم المنحة الرقمية للطلاب وأعضاء هيئة التدريس، ويشجع على فهم وإنشاء واستخدام الأدب المفتوح الوصول. ومن بين مجموعاتها الخاصة، مجموعة أصوات النساء الناشطات، وهو مشروع تاريخ شفوي يركز على الناشطات المجتمعيات في مدينة نيويورك.

## الاكاديمين
عبر برامج الدكتوراه في المؤسسة، تم منح 18٪ من المتقدمين للقبول في مركز الدراسات العليا في خريف 2016. صُنفت أحدث نسخة من تصنيف US News & World Report لأفضل مدرسة للخريجين في برنامج الدكتوراه بمركز الدراسات العليا في العدالة الجنائية الخامس عشر، وبرنامج اللغة الإنجليزية رقم 20 ، وبرنامج الدكتوراه في علم الاجتماع الثامن والعشرون، وبرنامج الدكتوراه في التاريخ في المرتبة الرابعة والثلاثين في الدولة. وقد احتل برنامج الدكتوراه بمركز الدراسات العليا في الرياضيات المرتبة 39. في إصدار 2016 من تصنيفات QS World University ، تم تصنيف برنامج الدكتوراه في الفلسفة في مركز الدراسات العليا في المرتبة 44 عالميًا، ويورد تقرير الذواقة الفلسفية لعام 2018 البرنامج في المرتبة 16 في العالم الناطق باللغة الإنجليزية. يحصل أعضاء هيئة التدريس بانتظام على مرتبة الشرف والجوائز المرموقة. تشمل بعض الأمثلة الحديثة جائزة نوبل، وجائزة بوليتزر، والميدالية الوطنية للعلوم الإنسانية، والميدالية الوطنية للعلوم، وجائزة شوك، وجائزة بانكروفت، وجوائز جرامي، وجائزة جورج جان ناثان للنقد الدرامي، وزمالات غوغنهايم، وعمدة مدينة نيويورك جائزة التميز في العلوم والتكنولوجيا والجوائز الرئاسية للتوظيف المبكر للعلماء والمهندسين وعضويات في الأكاديمية الأمريكية للفنون والعلوم والأكاديمية الوطنية للعلوم. العديد من الأقسام معترف بها دوليًا لمستوى  دورات في العلوم الاجتماعية والعلوم الإنسانية والرياضيات ودورات في العلوم لا تتطلب أي عمل مختبري تعقد في مركز الدراسات العليا. بسبب الطبيعة التوافقية لدراسة الدكتوراه في مركز الدراسات العليا، فإن الدورات التي تتطلب العمل المخبري، ودورات للحصول على الدكتوراه الإكلينيكية، ودورات في الأعمال، والعدالة الجنائية، والهندسة، والرعاية الاجتماعية تعقد في حرم كلية CUNY. كان مركز CUNY للخريجين رائدًا في CUNY Academic Commons في عام 2009 إلى حد كبير. إن CUNY Academic Commons هي شبكة اجتماعية أكاديمية عبر الإنترنت لأعضاء هيئة التدريس والموظفين وطلاب الدراسات العليا في نظام (City City of New York CUNY). تم تصميم الموقع، الذي تأسس في عام 2009 ، لتعزيز المحادثة والتعاون والتواصل بين الكليات الفردية الأربع والعشرين التي تشكل نظام الجامعة، وسرعان ما أصبح مركزًا لمجتمع CUNY ، حيث يعمل في عملية تعزيز مجموعة متزايدة من التقنيات الرقمية العلماء والمعلمين والمشاريع مفتوحة المصدر في الجامعة. حصل المشروع على جوائز ومنح من مؤسسة ألفريد سلون، من اتحاد سلون وكان الفائز بجائزة العلوم الإنسانية الرقمية لعام 2013. لا تزال في طليعة وسائل الإعلام الاجتماعية العلمية.
كما تنتسب إلى المؤسسة أربعة برامج بمركز الجامعة: CUNY Baccalaureate للدراسات الفريدة والمتعددة التخصصات التي يمكن للطلاب الجامعيين من خلالها الحصول على درجات البكالوريوس الفردية من خلال إكمال الدورات الدراسية في أي من كليات CUNY ؛ كلية CUNY للدراسات المهنية ومعهد جوزيف س. مورفي المرتبط بتعليم العمال ودراسات العمل ؛ كلية الدراسات العليا للصحافة CUNY ، التي تقدم درجة الماجستير في الصحافة ؛ وكلية ماكولي يكرم.